# Frankie Frisch
Frank Francis Frisch, soprannominato The Fordham Flash o The Old Flash (New York, 9 settembre 1898 – Wilmington, 12 marzo 1973), è stato un giocatore di baseball e allenatore di baseball statunitense di ruolo seconda base nella Major League Baseball (MLB). È stato inserito nella National Baseball Hall of Fame nel 1947.

## Carriera
Frisch in carriera giocò con i New York Giants (1919–1926) e i St. Louis Cardinals (1927–1937). Allenò i Cardinals (1933–1938), i Pittsburgh Pirates (1940–1946) e i Chicago Cubs (1949–1951). Coi Giants vinse per due anni consecutivi le World Series. Nelle ultime sei stagioni batté sempre con una media sopra .300 ed è alla pari con Pablo Sandoval per il maggior numero di partite con più di una battuta valida nella storia della franchigia con 15. Dopo la stagione 1926 fu scambiato con i Cardinals per la stella Rogers Hornsby. Come seconda base di St. Louis, Frisch disputò quattro volte le World Series (1928, 1930–31, 1934), vincendole in due occasioni. Nel 1931 fu premiato come MVP della National League dopo avere guidato la lega in media battuta con .311. Si ritirò con una media battuta di .316, ancora la più alta di sempre per i cosiddetti switch-hitter, ossia i battitori che battono sia di destro che di sinistro. Terminò anche con il primato di 2880 valide nella stessa categoria, un record superato da Pete Rose nel 1977. Nel 1999, The Sporting News lo inserì all'88º posto nella classifica dei migliori cento giocatori di tutti i tempi.

## Palmarès

### Club
- World Series: 4

New York Giants: 1921, 1922
St. Louis Cardinals: 1931, 1934

### Individuale
- MVP della National League 1

1931
- MLB All-Star: 3

1933-1935
- Leader della National League in basi rubate: 3

1921, 1927, 1931